# Lance Macklin
Francis Noel Lancelot Campbell Macklin (2 de setembro de 1919 – 29 de agosto de 2002) foi um automobilista britânico nascido na Inglaterra que participou de 15 Grandes Prêmios de Fórmula 1 entre 1952 a 1955.